# Baltasar Gracián
Baltazar Gracián y Morales (8. ledna 1601 Belmonte de Gracián – 6. prosince 1658 Tarazona) byl španělský jezuita, spisovatel a filosof 17. století.

## Dílo
- El Héroe (Hrdina), 1637
- El Político don Fernando (Politik don Ferdinand Katolický), 1640
- El Discreto (Vychovaný muž), 1646
- Agudeza y arte del ingenio (Ostrovtip a umění důmyslu), poslední verze vyšla v roce 1648
- Oráculo manual y arte de prudencia (1647). V českém překladu Josefa Forbelského: Příruční orákulum a umění moudrosti, Odeon, Praha 1990. ISBN 80-207-0010-2

- El Comulgatorio (Úvahy o přijímání), 1655
- El Criticón (1651–1657), český překlad Josef Forbelský: Baltasar Gracián, Kritikon, Odeon, Praha 1984

## Fotogalerie

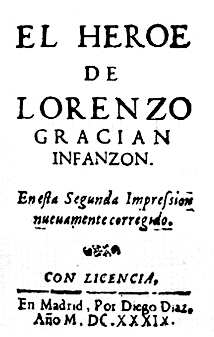
El Héroe (1639)
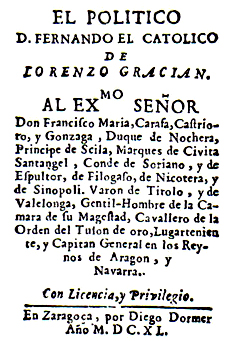
El Político (1640)
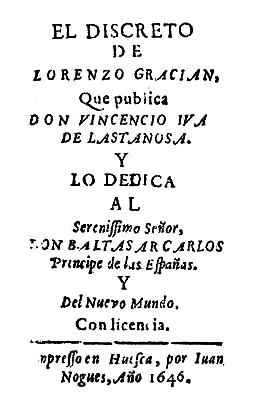
El discreto (1646)
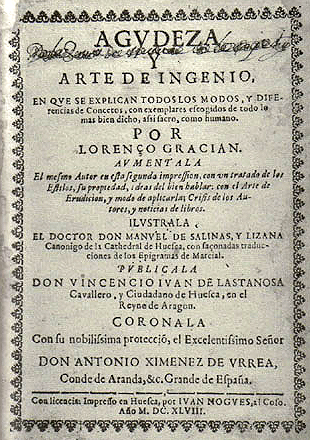
Agudeza y arte de ingenio (1648)